# Abbey Harkin
Abbey Harkin (Waratah, 6 maggio 1998) è una nuotatrice australiana.

## Carriera
Nel 2024 ha vinto la medaglia d'oro nella staffetta 4x100m misti ai Mondiali di Doha 2024, assieme a Iona Anderson, Brianna Throssell e Shayna Jack.

## Palmarès
- Mondiali

Fukuoka 2023: argento nella 4x100m misti.
Doha 2024: oro nella 4x100m misti, argento nella 4x100m sl, nella 4x100m sl mista e nella 4x100m misti mista, bronzo nella 4x200m sl.
- Mondiali in vasca corta

Hangzhou 2018: bronzo nella 4x200m sl.